# Ментерода
Ментерода (њем. Menteroda) општина је у њемачкој савезној држави Тирингија. Једно је од 47 општинских средишта округа Унструт-Хајних. Према процјени из 2010. у општини је живјело 2.274 становника. Посједује регионалну шифру (AGS) 16064072.

## Географски и демографски подаци
Ментерода се налази у савезној држави Тирингија у округу Унструт-Хајних. Општина се налази на надморској висини од 431 метра. Површина општине износи 27,3 km². У самом мјесту је, према процјени из 2010. године, живјело 2.274 становника. Просјечна густина становништва износи 83 становника/km².